# Hugh Alastair Borradaile
Hugh Alastair Borradaile, britanski general, * 22. junij 1907, † 13. december 1993.